# アルマヴィル (アルメニア)
アルマヴィル（アルメニア語: Արմավիր）は、アルメニア西部の都市。アルマヴィル地方の中心都市である。
ソビエト連邦時代はホクテンベリアン（Hoktemberyan、Hoktemberian）、オクテンベリアン（Oktemberyan）と呼ばれ、さらに1932年以前はサルダラバード（Sardarabad）、サルダラパト（Sardarapat）、サルダル＝アパド（Sardar-Apad）とも呼ばれた。人口は1989年国勢調査時で4万6900人だったが、2001年国勢調査時で3万2034人、2008年の推計では2万6387人と急減している。ロシアのクラスノダール地方にも同名のアルマヴィル市があるが、これは19世紀にアルメニア人によって建設された都市であることに因む。

## 歴史

### 上世
この地では紀元前5000年から6000年ごろに人が住み着いた。この年代に作られた黒曜石の石器、青銅器、陶器などが出土している。その後、紀元前1980年に街並みが建設され、ウラルトゥ王アルギシュティ1世はこの地にArgishtikhiniliという要塞を建てた。紀元前331年にアケメネス朝からアルメニアがオロンティド朝として独立すると、アルマヴィルはその首都に選ばれた。この地ではギルガメシュに関する叙事詩をエラム語で綴ったアケメネス朝時代の粘土板が出土しているほか、詩人ヘーシオドスやエウリピデスの詩を刻んだコイネーの碑も見つかっている。
歴史家モヴセス・ホレナツィによると、アルメニア王国の最初の首都はアルマヴィルであった（しかし、地理的観点から見ると最初の首都はヴァンだった）。彼は紀元前149年ごろ、ヴァガルシャク王がアルマヴィルにパルティアの植民地を築いたこと、そしてこの地に宗教施設を建てたことなどの伝承を受け継いでいた。また、彼は紀元前90年から紀元前36年にかけて王位に就いていたティグラネス2世がクレオパトラ7世への復讐のため、パレスチナに遠征団を派遣し多くのユダヤ人を捕虜にし、この地で開拓に従事させたとも述べている。ユダヤ人らの開拓地はその後、現在のトルコ国境付近の村、イェルヴァンダシャトに移ったが、アルタクシアス1世の時代に再びアルマヴィルになった。紀元360年代にはペルシャ王シャープール2世がアルタシャトから3万人のアルメニア人と多くのユダヤ人を引きつれこの地に攻め入った。そのうち、後者はティグラネス王によってパレスチナから連行されてきた者たちだった。この攻撃により、街は無惨なまでに破壊された。
645年にアラブに占領されるまで、アルマヴィルはセレウコス朝、アルサケス朝パルティア、アルメニア王国、ローマ帝国、サーサーン朝、ビザンティン帝国など多くの勢力から影響を受けた。

### 中世
アラブによる統治は800年から825年ごろまで続いた。9世紀にはサージュ朝に支配され、次はバグラティオニ朝が統治した。1045年にはビザンティン帝国がこの地を奪還したが、1064年にセルジューク朝に割譲し、地名もセルダラバードに改称された。その後、セルジューク朝が衰退するとグルジア、アゼルバイジャンのアタベク、ホラズム・シャー朝に割譲された。1239年にはモンゴル帝国が占領し、1256年にイルハン朝の管轄となった。その後も1353年にはチョバン朝、1357年にはジャライル朝、1388年には黒羊朝と支配勢力が転々とし、1400年にティムール帝国の支配下になったものの7年後には黒羊朝のカラ・ユスフが奪還した。ティムールの統治者シャー・ルフは1421年と29年の二度にわたりこの地を攻略したが、47年には再び黒羊朝のジャハーン・シャーが占領した。

### オスマンとペルシャの領地争い
黒羊朝による統治は白羊朝のウズン・ハサンがこの地を征服する1468年まで続いた。白羊朝は黒羊朝のライバルであった。しかし、白羊朝による統治も長くは続かなかった。1501年にはサファーヴィー朝の祖、イスマーイール1世がこの地を征服した。1514年、34年、48年、53年と4度にわたってオスマン帝国が一時的に占拠した後、1585年にアルマヴィルは完全にオスマン帝国に落ちた。1603年にはサファーヴィー朝のアッバース1世が奪還したものの、1635年から36年、1724年から36年と時々はオスマン帝国に支配された。

### ロシア帝国支配下
1804年から13年にかけて、ロシア帝国がペルシャ帝国に攻め入ると1826年にペルシャ帝国がアゼルバイジャンをロシアから奪還した。それが引き金となり、ロシア＝ペルシャ戦争が勃発した。この戦争ではロシアが勝利したが、司令官のイヴァン・パスケーヴィッチ将軍はアゼルバイジャンのみ征服できなかった。
1828年のトルコマーンチャーイ条約により、この地域の支配権はペルシャからロシアに移った。1840年にはアルメニア州のセラダラバード郡からエレバン県と行政区画が変わった。

### 1917年の革命とアルメニア＝オスマン帝国戦争
1917年の二月革命で帝国が滅びると、この地域はロシア臨時政府特別ザカフカース委員会、さらにはザカフカース民主連邦共和国（TDFR）の支配下に入ったがそれらはいずれも短命に終わった。1918年5月にTDFRが崩壊するとアルメニア共和国が成立した。その直後、オスマン帝国が攻めてきてこの地で戦いになった。そこではアルメニア側が辛勝したが、オスマン帝国は当時勃発していたコーカサス・キャンペーンを控えエレバンを占拠し、一ヶ月後にはアルメニア側へバトゥミ条約への署名を強要し、エレバン県の大部分を獲得した。「ムドロス休戦協定」によりオスマン帝国陸軍がこの地から去ると、1918年11月にこの地はアルメニア共和国に復帰した。

### ソビエト支配下
1920年11月29日、赤軍第11軍が共和国内に攻め入り、12月4日にはアレクサンドロポリ条約により早々とアルメニアを共産化した。この条約は1921年10月13日のカルス条約に引き継がれた。1935年には地名も十月革命にちなんでホクテンベリアン（アルメニア語の「10月」Հոկտեմբեր Hoktember より）と改称された。
アルメニアがソ連からの独立を宣言した2年後、ホクテンベリアンはアルメヴィルへと改称した。

## スポーツ
サッカークラブのアラクス・アルマヴィルが本拠地としている。